# L'affaire Maurizius
L'affaire Maurizius (en español, El asunto Maurizius) es una película francesa dirigida por Julien Duvivier en 1954.

## Sinopsis
Hijo del gran fiscal Andergast (Charles Vanel), Etzel quiere revisar el caso Maurizius cuya condenación se basa en suposiciones. Ese caso permitió a su padre, 18 años antes, comenzar una gran carrera, pero Etzel quiere tener la conciencia limpia.

## Ficha técnica
- Dirección, guion, adaptación y diálogos: Julien Duvivier
- Basado en la novela homónima de Jakob Wassermann
- Música: Georges Van Parys
- Decorados: Max Douy
- Script  Denise Morlot
- Director de producción: Louis Wipf
- Vestuario: Rosine Delamare
- Maquillaje: Maguy Vernadet
- Productora: Franco-London-Film, Jolly Film (Rome)
- Distribuidor de origen: Gaumont
- Año: 1954
- País: Francia e Italia.
- Duración: 100 minutos
- Estreno el 4 de junio de 1954 en Francia.

## Reparto
- Daniel Gélin: Léonard Maurizius
- Madeleine Robinson: Elisabeth Maurizius
- Anton Walbrook (Adolf Wohlbrück): Grégoire Waremme
- Charles Vanel  Wolf Andergast
- Eleonora Rossi Drago (VF : Claire Guibert): Anna Jahn
- Bernard Musson: El secretario
- Jean d'Yd: El presidente
- Jacques Varennes: El juez de instrucción
- Claude Arlay
- Pierre Asso: El maestro cantor
- Paola Borboni: Sra. Bobika
- Berthe Bovy: La abuela.
- Jacques Chabassol: Etzel
- Denis d'Inès: Sr. Maurizius
- Jane Faber: La gobernanta.
- Annie Fargue
- Jim Gérald: El profesor
- Harry-Max: El abogado (como Harry Max)
- Daniel Mendaille
- Palau: El consejero (como Pierre Palau)
- Joseph Palau-Fabre
- Sandro Ruffini
- Aldo Silvani
- Claude Sylvain: Mélita